# Washington Benavides
Washington Benavides (Tacuarembó, 1930. március 3. – Montevideo, 2017. szeptember 24.) uruguayi költő, zenész.

## Művei
- Tata Vizcacha (1955)
- El Poeta (1959)
- A un hermano (1962)
- Poesía (1963)
- Las Milongas (1966)
- Poemas de la ciega (1968)
- Los Sueños de la Razón (1968)
- Historias (1971)
- Hokusai (1975)
- Fontefrida (1979)
- Murciélagos (1981)
- Finisterre (1985)
- Fotos (1986)
- Tía Cloniche (1990)
- Lección de exorcista (1991)
- El molino del agua (1993)
- La luna negra y el professor (1994)
- Los restos del mamut (1995)
- Canciones de Doña Veus (1998)
- El mirlo y la misa (2000)
- Los pies clavados (2000)
- Biografía de Caín (2001)
- Un viejo trovador (2004)
- Diarios del Iporá (2006)